# Andrzej Hiolski

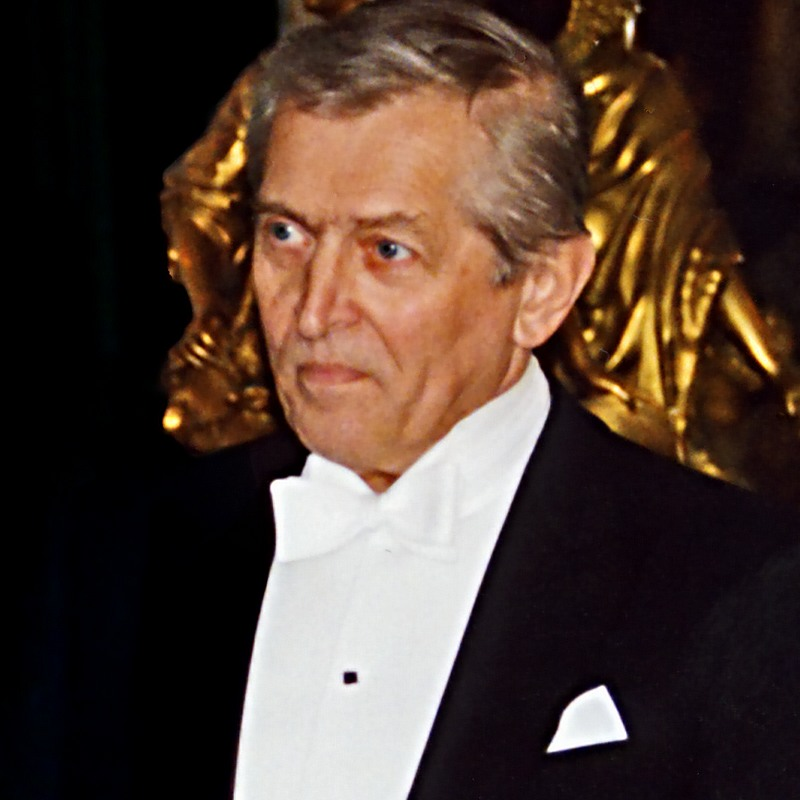
Andrzej Hiolski, 1991

Andrzej Hiolski (* 1. Januar 1922 in Lemberg; † 26. Februar 2000 in Krakau) war ein polnischer Opernsänger (Bariton).

## Leben
Hiolski hatte in seiner Heimatstadt Gesangsunterricht bei Helena Oleska und Adam Didur und debütierte 1941 mit Liedern von Jan Gall, Stanisław Niewiadomski und Stanisław Moniuszko im Rundfunk. Sein Bühnendebüt hatte er 1944 am Stary Teatr als Janusz in Monioskos Halka. Von 1945 bis 1956 war er Solist an der Schlesischen Oper in Bytom, danach am Teatr Wielki in Warschau.
Das Repertoire Hiolskis umfasste Opern vom Barock bis zur Moderne. Er trat u. a. in Mozarts Don Giovanni und Hochzeit des Figaro, Claude Debussys Pelléas et Mélisande, Krzysztof Pendereckis Die Teufel von Loudun und Luigi Dallapiccolas Il prigioniero auf. Daneben war er ein bedeutender Kantaten-, Oratorien- und Liedsänger. Er trat bei internationalen Musikfestivals wie den Berliner Festwochen, dem Edinburgh Festival, den Salzburger Festspielen, dem Holland Festival in Amsterdam, den Wiener Festwochen, dem Brucknerfest in Linz, dem Prager Frühling und dem Warschauer Herbst auf, gastierte an Opern wie dem Teatro alla Scala in Mailand, dem Teatro San Carlo in Neapel, dem Teatro Colón in Buenos Aires und dem Theater Bonn und hatte Auftritte im Rundfunk und Fernsehen. Für seine Leistungen wurde er mit dem Banner der Arbeit Erster und Zweiter Klasse, sowie dem Ritter-, Offiziers- und Komturkreuz des Orden Polonia Restituta ausgezeichnet.